# Шилер, Чарлз
Чарлз Шилер (англ. Charles Sheeler; 16 июля 1883, Филадельфия, штат Пенсильвания — 7 мая 1965, Доббс-Ферри, штат Нью-Йорк) — американский художник-реалист, один из крупнейших представителей прецизионизма и американской художественной фотографии XX столетия.

## Жизнь и творчество
Ч. Шилер родился в семье менеджера пароходной компании. В 1903—1906 годы учился в Пенсильванской Академии изящных искусств, после чего работал профессиональным фотографом. В 1908 году посетил Париж, где познакомился с кубизмом и творчеством П. Пикассо и Ж. Брака. В 1910—1918 годах арендовал, совместно с другом-художником, ферму в Пенсильвании; в этот период много занимался фотографией.
Впервые художник представил свои картины в 1913 году, когда презентовал шесть своих работ на Арсенальной выставке в Нью-Йорке. Его обращение к фотографии, в первую очередь архитектурной фотографии, было вызвано серьёзными материальными проблемами, которые занятия исключительно живописью не могли поправить. Первый крупный успех пришёл к Шилеру в 1927 году, после исполнения заказа компании «Форд» по фотографии его завода в городе Ривер-Руж (штат Мичиган) — эта фоторабота известна под названием The Plant и отображает ту классическую красоту современного производства, красоту века машин и механизмов. Следующим этапом его художественной карьеры стали картины American Landscape (1930), Classic Landscape (1931) и, в особенности, City Interior (1935), которая также демонстрирует индустриальный пейзаж. Для многих его художественных работ основой послужили сделанные художником ранее фотографии.
Чарлз Шилер умер 7 мая 1965 года в Доббс-Ферри (штат Нью-Йорк). Он похоронен на кладбище Сонная Лощина в Сонной Лощине, Нью-Йорк.